# 贛州戰鬥
贛州戰鬥發生於1929年4月13日，地點則是在中國贛南。是第一次国共内战前期主要戰鬥之一，交戰一方為中華民國國民革命軍，另一方則為中國工農紅軍。戰鬥末了，朱毛率領之軍隊攻陷贛州。